# الصياد (مجلة)
الصياد هي مجلة سياسية أسبوعية لبنانية تصدر عن دار الصياد. توقفت عن الصدور في أكتوبر / تشرين الثاني 2018م.

## وصلات خارجية
- الموقع الرسمي